# Éric Berger
Éric Berger (Amiens, 13 giugno 1969) è un attore francese.

## Biografia
Dopo aver frequentato la scuola di teatro Cours Florent, Berger accede al prestigioso Conservatorio nazionale d'arte drammatica di Parigi, dove si diploma nel 1995.
La sua carriera nel cinema e nella televisione inizia nei primi anni '90. Berger è noto al grande pubblico per aver interpretato il ruolo di Tanguy Guetz nel film commedia francese Tanguy del 2001.

## Curiosità
- È nipote del membro della Resistenza francese Maurice Berger.

## Filmografia parziale
- Nitrato d'argento, regia di Marco Ferreri (1996)
- Tanguy, regia di Étienne Chatiliez (2001)
- Mensonges et trahisons et plus si affinités..., regia di Laurent Tirard (2004)
- Cavalcade, regia di Steve Suissa (2005)
- Il piccolo Nicolas e i suoi genitori (Le Petit Nicolas), regia di Laurent Tirard (2009)
- Beur sur la ville, regia di Djamel Bensalah (2011)
- Il mio migliore incubo! (Mon pire cauchemar), regia di Anne Fontaine (2011)
- Un amore all'altezza (Un homme à la hauteur), regia di Laurent Tirard (2016)

## Doppiatori italiani
- David Chevalier in Tanguy
- Vittorio De Angelis in Il mio migliore incubo!